# Diphosphortetrabromid
Diphosphortetrabromid ist eine instabile chemische Verbindung des Phosphors aus der Gruppe der Bromide.

## Gewinnung und Darstellung
Diphosphortetrabromid konnte bisher nur in Lösung als zersetzliches Produkt der Umsetzung von Phosphortribromid mit Magnesium oder weißem Phosphor bzw. von (Et2N)4P2 mit Bromwasserstoff nachgewiesen werden. Es ist jedoch gelungen die Verbindung als Ligand im Bis(pentacarbonylchrom)-Komplex zu stabilisieren.